# Bivalent (genetika)
Bivalenti su spareni homologni kromosomi; tetrade – strukture od četiri kromatide koje su skupa nakon repliciranja kromosoma. Za vrijeme mejoze u fazi profazi I, u podfazi zigoten, zbiva se proces sinapsisa u kojem se stvaraju bivalenti. Nastaju tako što dva homologna kromosoma prođu rekombinaciju. Svaki replicirani kromosom sastoji se od dviju kromatida.